# Comté de Barnes
Le comté de Barnes est un des 53 comtés du Dakota du Nord, aux États-Unis.
Siège : Valley City.

## Démographie
| 1880  | 1890  | 1900   | 1910   | 1920   | 1930   |
| ----- | ----- | ------ | ------ | ------ | ------ |
| 1 585 | 7 045 | 13 159 | 18 066 | 18 678 | 18 804 |

| 1940   | 1950   | 1960   | 1970   | 1980   | 1990   |
| ------ | ------ | ------ | ------ | ------ | ------ |
| 17 814 | 16 884 | 16 719 | 14 669 | 13 960 | 12 545 |

| 2000   | 2010   | 2020   | - | - | - |
| ------ | ------ | ------ | - | - | - |
| 11 775 | 11 066 | 10 853 | - | - | - |